# فقدان الذاكرة المتعلق بالمخدرات
فقدان الوعي المتعلق بالمخدرات هو ظاهرة الناجمة عن تناول أي مادة أو دواء وبالتالي يؤدي الي ضعف في خلق الذاكرة قصيرة المدى أو الذاكرة طويلة المدى، ولذلك بسبب عدم القدرة الكاملة على تذكر الماضي. فقدان الوعي كثيرا ما توصف بأنها آثار مماثلة من فقدان الذاكرة anterograde في هذا الموضوع الذي لا يستطيع أن يتذكر الإنسان أي أحداث بعد الحدث الذي تسبب فقدان الذاكرة.
أجرى EM Jellinek بحثًا عن فقدان الوعي الناتج عن تناول الكحول في أربعينيات القرن العشرين. باستخدام بيانات من الدراسة الاستقصائية لأعضاء مدمني الكحول المجهولين (AA)، أصبح يعتقد أن فقدان الوعي سيكون محددًا جيدًا لإدمان الكحول. ومع ذلك، هناك آراء متضاربة حول ما إذا كان هذا صحيحًا. غالبًا ما تزداد الآثار النفسية السلبية لفقدان الوعي المرتبط بالكحول من قبل أولئك الذين يعانون من اضطرابات القلق. سيسمح ضعف الكبد أيضًا بوصول المزيد من الكحول إلى الدماغ ويسرع من فقدان وعي الفرد.
يمكن أن يشير مصطلح «فقدان الوعي» أيضًا إلى فقدان كامل للوعي أو الإغماء أو ما يدعى بالغيبوبة.

## الكحول والذاكرة طويلة المدى
أدت العديد من الدراسات إلى إثبات الروابط بين الاستهلاك العام للكحول وتأثيراته على سعة الذاكرة. وقد أظهرت هذه الدراسات على وجه الخصوص، كيف يجعل الفرد المثمل أو المسكر روابط أقل بين الكلمات والأشياء التي يفعها الفرد الطبيعي الواقعي. وقد أشارت الدراسات الخاصة بفقدان الوعي في وقت لاحق إلى أن الكحول يضعف بشكل خاص قدرة الدماغ على أخذ ذكريات وتجارب قصيرة المدى ونقلها إلى ذاكرة طويلة المدى.
من المفاهيم الخاطئة الشائعة أن فقدان الوعي يحدث بشكل عام فقط عند مدمني الكحول؛ لكن الأبحاث تشير إلى أن الأفراد الذين يشاركون في حفلات شرب الكحول، مثل العديد من طلاب الجامعات، غالبًا ما يكونون معرضين للخطر أيضًا. في عام 2002 اجري بحث لطلاب الكلية من قبل الباحثين في المركز الطبي بجامعة ديوك، أفاد ان 40 ٪ من الذين شملهم الاستطلاع والذين تناولوا الكحول مؤخرًا أنهم عانوا من فقدان الوعي في العام السابق.
في إحدى الدراسات، تم جمع عينة من الأفراد وتقسيمها إلى مجموعات استنادًا إلى ما إذا كان لديهم فقدان وعي جزئي خلال العام الماضي أم لا. تم تقسيم المجموعات أيضًا على أساس أولئك الذين تلقوا الكحول وأولئك الذين لم يتلقوا. في تحدي المشروبات الخاص بهم، تم إعطاء المشاركين مشروبًا واحدًا لمدة عشر دقائق حتى تم تحقيق هدف مستوى الكحول في الدم بنسبة 0.08 ٪ . احتوت المشروبات لحالة الكحول على نسبة 3 : 1 من الخلاط إلى الفودكا. بعد 30 دقيقة، تم تسجيل عينات الزفير وتسجيلها كل 30 دقيقة بعد ذلك. في اختبار الاسترجاع السردي، استرجع أولئك الذين تلقوا الكحول و FB + (أولئك الذين اعترفوا بأن حصل لديهم قثدان وعي جزئي خلال العام الماضي) تفاصيل سرد أقل بعد تأخير لمدة 30 دقيقة ولكن لم تكن هناك تأثيرات تفاعلية مهمة. في اليوم التالي، تم استدعاء المشاركين واختبارهم على استرجاعهم السرد واستدعاؤهم. كانت النتائج أن أولئك الذين تناولوا الكحول أظهروا استرجاع تأخير أقل 30 دقيقة وتم استدعاء في اليوم التالي من أولئك الذين لم يتناولوا الكحول، ولكن لم تكن هناك آثار كبيرة على استرجاع التفاصيل. وكشفت دراستهم أيضًا أن أولئك الذين كانوا FB + والكحول الذين استهلكوا أيضًا كان أداؤهم أسوأ عند الاستدعاء السياقي من المشاركين الآخرين.
الكحول يضعف الاستدعاء المتأخر والسرد في اليوم التالي ولكن ليس الاستدعاء جديلة كاملة في اليوم التالي، مما يشير إلى أن المعلومات متاحة في الذاكرة ولكن لا يمكن الوصول إليها مؤقتًا. أولئك الذين لديهم تاريخ من حالات فقدان الوعي الجزئي كان أداؤهم أسوأ أيضًا في تأخير الاستدعاء من أولئك الذين لم يكن لديهم حالات فقدان وعي سابقة. يظهر التصوير العصبي أن الاستدعاء المحذوف والاستدعاء الحر مرتبطان بالتنشيط العصبي التفاضلي في الشبكات العصبية المميزة: الحسية والمفاهيمية أو الخيالية.
تشير هذه النتائج مجتمعة إلى أن التأثيرات التفاضلية للكحول على الاستدعاءات الحرة والمنبثقة قد تكون نتيجة مادة تغير النشاط العصبي في الشبكات المفاهيمية بدلاً من الشبكات الحسية. يبدو أن تجارب فقدان الوعي السابقة مرتبطة أيضًا بالشبكات المفاهيمية الضعيفة.

## أنواع فقدان الوعي
يمكن تقسيم فقدان الوعي بشكل عام إلى فئتين، فقدان الوعي «الشامل» وفقدان الوعي «الجزئي». يتم تصنيف فقدان الوعي في المجمل من خلال عدم القدرة على تذكر أي ذكريات منذ فترة التسمم، حتى عند المطالبة بذلك. تتميز حالات فقدان الوعي هذه أيضًا بالقدرة على تذكر الأشياء التي حدثت بسهولة خلال الدقيقتين الأخيرتين، مع عدم القدرة على تذكر أي شيء قبل هذه الفترة. على هذا النحو، قد لا يبدو الشخص الذي يعاني من فقدان الوعي الشامل على أنه يفعل ذلك، حيث يمكنه الاستمرار في المحادثات أو حتى يتمكن من تحقيق مآثر صعبة. من الصعب تحديد نهاية هذا النوع من فقدان الوعي حيث يحدث النوم عادةً قبل انتهاء فترة النوم،  على الرغم من أنه من الممكن إنهاء فقدان الوعي الشامل إذا توقف المصاب عن الشرب في هذه الأثناء. يتميزفقدان الوعي المجزئي من قبل شخص لديه القدرة على تذكر أحداث معينة من فترة سكر، ومع ذلك لا يدرك أن الذكريات الأخرى مفقودة حتى يتم تذكيرها بوجود هذه `` الفجوات '' في الذاكرة. تشير الأبحاث إلى أن مثل هذه الحالات من فقدان الوعي الجزئي، أكثر شيوعًا من فقدان الوعي الشامل. ينطوي ضعف الذاكرة أثناء التسمم الحاد على خلل في الذاكرة العرضية، وهو نوع من الذاكرة المشفرة بالسياق المكاني والاجتماعي. أظهرت الدراسات الحديثة أن هناك أنظمة ذاكرة متعددة تدعمها مناطق الدماغ المنفصلة، وقد تنتج الآثار الحادة للكحول والتعلم والذاكرة عن تغيير الحصين والهياكل ذات الصلة على المستوى الخلوي (الخلايا). ترتبط الزيادة السريعة في تركيز الكحول في الدم (BAC) باستمرار باحتمال فقدان الوعي. ومع ذلك، لا تعاني جميع المواد من فقدان الوعي مما يعني أن العوامل الوراثية تلعب دورًا في تحديد قابلية الجهاز العصبي المركزي للتأثر بتأثيرات الكحول. قد يؤهب الأول الفرد لإدمان الكحول، لأن وظيفة الذاكرة المتغيرة أثناء التسمم قد تؤثر على توقع الفرد للكحول، قد يدرك المرء الجوانب الإيجابية للتسمم بينما يتجاهل الجوانب السلبية عن غير قصد.